# Молочай кипарисовий
Молоча́й кипари́совий (Euphorbia cyparissias) — отруйна багаторічна рослина родини молочайних. Трава 15—40 см заввишки, що швидко розростається. Поширена на більшій частині Європи окрім півночі. Молочай кипарисовий зрідка використовують як лікарську рослину.

## Етимологія
Українська родова назва «молочай», а також народні назви остромолоч кипари́сна, мліче́й, молоко́, молочко́, молоча́к, молочі́й, моло́чка надані цій рослині за те, що її стебла при пошкодженні виділяють білий непрозорий сік, схожий на молоко. Водночас, щоб наголосити на отруйних властивостях виду, їх часто вживають у поєднанні із «тваринними» прикметниками, які в давнину мали уособлювати меншовартість чогось, як непридатного для людини. Серед таких епітетів для молочаю кипарисового зареєстровані слова «вовче» (молоко), «канє», «дике», «кізє», «кітче», «псєче», «суче», «жаб'яче». До цієї ж категорії слід віднести і самостійні назви вовчели́ця, вовчи́не́ць, во́ші ді́дові.
Походження наукового видового епітету достеменно невідоме, однак нарівні з основною вживають також і синонімічну назву молоча́й кипарисови́дний. Ймовірно, вона обумовлена схожістю вузьколінійних листків рослини з хвоєю кипариса. На користь цієї версії говорить народна назва молоча́й со́сонка або просто со́сонка, в основу якої покладена зовнішня подібність цього виду до хвощів, називаних в народі сосонками. Декілька народних назв, як от земле́зіл, земо́зіл, само́зелень, також наголошують на багатій зелені молочаю кипарисового. Походження ще одної народної назви — романець — не встановлене.

## Опис
Стебла численні, прямостоячі, голі, в нижній частині короткопухнасті, з неплідними гілочками, густоулиснені. Стеблові листки вузьколінійні. Квітки різностатеві, однодомні, запашні, листочки покривала жовтуваті з пурпуровим відтінком. Плід — густодрібнобородавчастий трилопатевий горішок.

## Хімічний склад
Рослина містить їдкий отруйний молочний сік (евфорбій), смоли, каучук, органічні кислоти, жирну олію, алкалоїди.

## Поширення та екологія
Батьківщина молочаю кипарисового — європейська частина Росії, Західна Європа (окрім півночі).
Цей вид молочаю росте як бур'ян на полях та біля доріг. Квітне він у травні — червні, восени — повторно. Плоди достигають у липні.

## Застосування
Галенові препарати мають, болетамувальну, послаблюючу, сечогінну, потогінну, місцевоподразнювальну дію. Їх використовують при запальних процесах дихальних шляхів, гастриті, запорах, набряках, аскаридозі. У народній медицині застосовують при злоякісних пухлинах, для виведення веснянок, бородавок, мозолів. Для виготовлення лікарських форм використовують траву і коріння.
- Внутрішньо — настій трави (1 ч ложка сухої сировини на 200 мл окропу, настоювати 20 хв) приймати по 1 ст ложці разом з водою тричі на день до їди. Слід пам'ятати, що молочай — отруйна рослина і потрібно дотримуватися певних доз при лікуванні!
- Зовнішньо — настій трави (1 ч ложка сировини на 200 мл окропу) служить для обмивання обличчя, обробки ділянок шкіри при корості. Сік рослини наносять на бородавки, тверді мозолі.

Спиртові настойки використовуються для лікування захворювань шлунка, легенів, а також допомагають зменшити ревматичні болі.
Симптоми отруєння: нудота, блювання, спастичні болі в животі, пронос, гостра серцево-судинна недостатність (колапс), судоми. При місцевій дії розвивається еритема.
Лікування: промивання шлунка, активоване вугілля, під шкіру вводять розчин атропіну сульфату 0,1 % — 1 мл, розчин папаверину гідрохлориду 2 % — 2 мл. Внутрішньовенно — розчин строфантину 0,05 % — 1 мл, мезатон 1 % — 1 мл, розчин камфори олійний 20 %—2 мл під шкіру. При судомах станах вводять внутрішньом'язово розчин барбамілу 10 % — 10 мл.

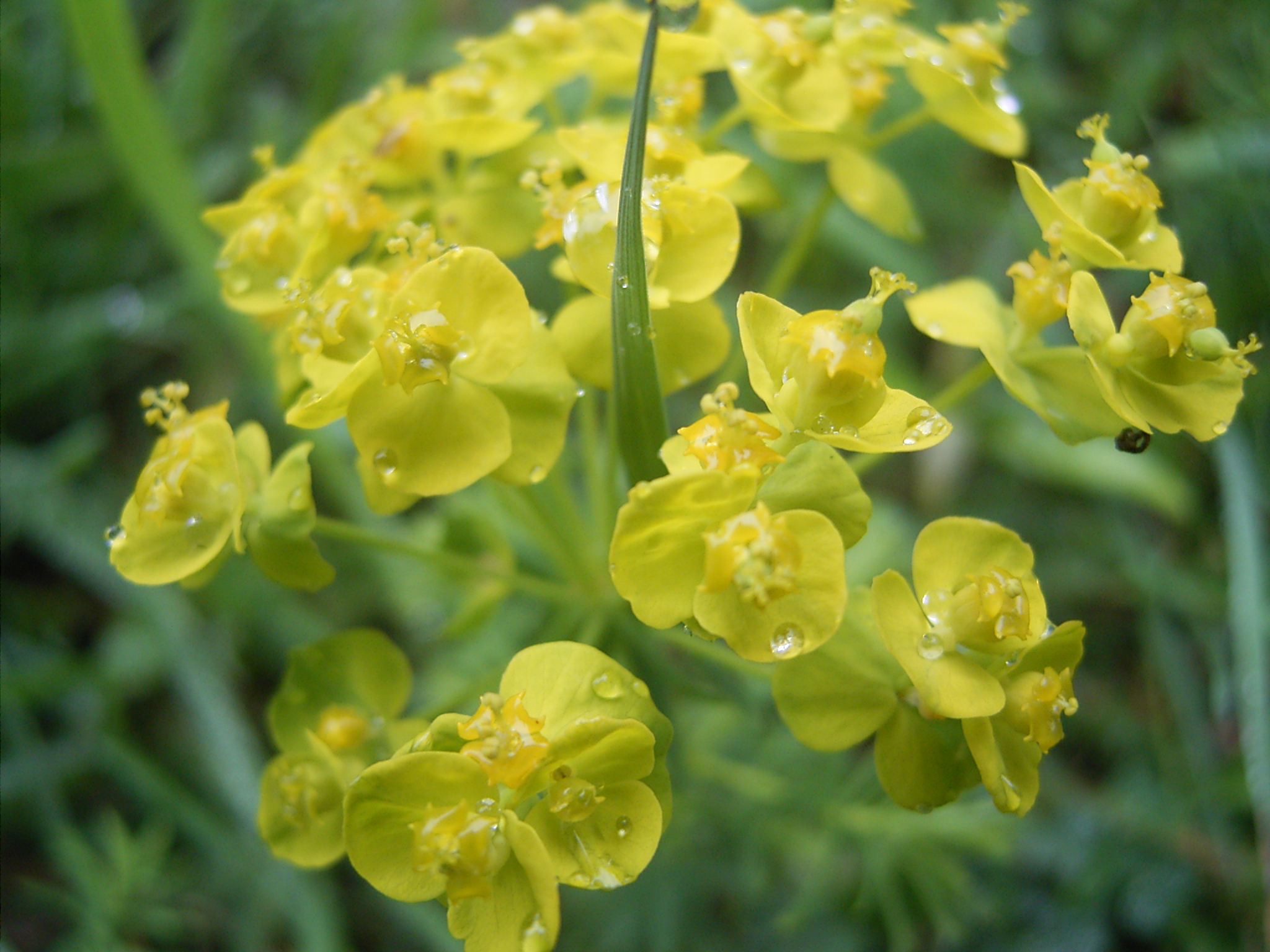
Квіти

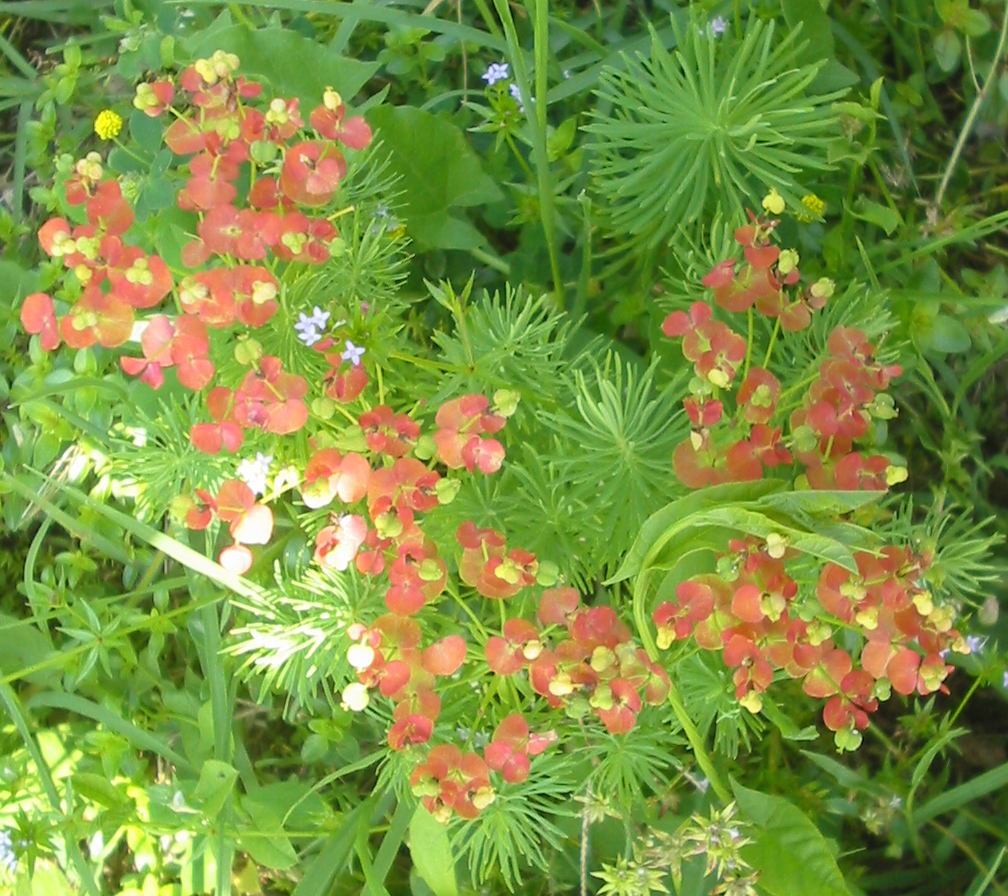
Молочай з червоними приквітками